# باسينا تورينغن
بازينا تورينغن. (ق438 - 477) كانت ملكة تورينجيا، في منتصف القرن الخامس .

## تاريخ
كانت ابنة ملك تورينغيان، أميرة سكسونية.
تركت زوجها ملك الأعمال وذهبت إلى بلاد الغال الرومانية. رغبت بنفسها للمبادرة بطلب يد شيلديريك الأول، ملك الفرنجة، وتزوجته. لأنه كما قالت نفسها، «أريد أن يكون الرجل الأكثر نفوذا في العالم، حتى لو اضطررت لعبور المحيط بالنسبة له».

## روابط خارجية
- Project Continua: Biography of Basine Project Continua is a web-based multimedia resource dedicated to the creation and preservation of women’s intellectual history from the earliest surviving evidence into the 21st Century.